# FC Elche
Elche Club de Fútbol ist ein spanischer Fußballverein aus Elche.

## Geschichte
Gegründet wurde der Verein am 10. Januar 1923 als Elche Football Club. Sechs Jahre später nahm er an der ersten Saison der neu gegründeten Tercera División teil. 1934 erfolgte der Aufstieg in die Segunda División. Infolge des Spanischen Bürgerkrieges benannte sich der Club im Jahre 1939 in Elche Club de Fútbol um, da es Vereinen fortan verboten war, nicht-spanische Namensbestandteile zu führen. In den folgenden Jahren spielte man fast ausnahmslos in der Tercera División. Mit Beginn der Saison 1957/58 gelang dem FC Elche dann aber ein sensationeller Durchmarsch, woraufhin sich der Verein in der Spielzeit 1959/60 erstmals in der Primera División wiederfand. 1964 erreichte Elche mit dem fünften Platz in der Liga die bis heute beste Platzierung der Vereinsgeschichte. 1966 stellte der Klub mit Vavá zum ersten und bisher einzigen Male den Torschützenkönig der Liga.
Nach einem kurzen Abstecher in die Segunda División folgten ab 1973 fünf weitere Spielzeiten in der 1. Liga. Nach dem Abstieg in der Saison 1977/78 verfehlte der Club jedoch wiederholt knapp den Aufstieg. Gelang er – wie 1984 und 1988 –, so stieg man in der Folgesaison direkt wieder ab. 1991 folgte gar der Abstieg in die Segunda División B. Seit 1999 spielte der Verein jedoch wieder in der 2. Liga. In der Saison 2010/11 spielte Elche bis zuletzt um den Aufstieg in die Primera División mit. In den beiden entscheidenden Relegationsspielen konnte sich jedoch der FC Granada aufgrund der Auswärtstorregel durchsetzen. In der Saison 2012/13 gelang dem Verein schließlich der direkte Aufstieg und somit nach 24 Jahren die Rückkehr in die Primera División. Obwohl man sich in den beiden Jahren darauf sportlich in der Primera División hielt und in der Spielzeit 2014/15 mit dem 13. Rang einen Tabellenmittelfeldplatz belegte, musste der Verein aufgrund finanzieller Verbindlichkeiten zur Saison 2015/16 aus der höchsten spanischen Spielklasse zwangsweise absteigen. Durch einen Sieg in der Aufstiegsrunde im Finale der Segunda División 2020 gegen den FC Girona stand der FC Elche als dritter und letzter Aufsteiger fest und spielte ab der Saison 2020/21 wieder in der Primera División. Nach Platz 17 in der Saison 2020/21 und einem 13. Platz in der Saison 2021/22 beendete die Mannschaft die Saison 2022/23 nach mehreren Trainerwechseln  auf dem letzten Tabellenplatz und spielte zweitklassig. In der Saison 2024/25 stieg der Club wieder in die 1. Liga auf, nachdem er die Spielzeit als Tabellenzweiter beendete.

## Die Trikots
Nach der Gründung spielte Elche zunächst fünf Jahre lang komplett in Weiß. Als der tschechische Trainer Antón Fivébr das erste Mal durch Elche spazieren ging, war er von den vielen Palmen in der Stadt beeindruckt und veranlasste, dass die Trikots fortan einen dicken, grünen Balken in der Mitte des Trikots tragen sollten. Seitdem wird der Verein auch Franjiverdes (dt.: Die Grüngestreiften) genannt. Die Farben der Auswärtstrikots sind genau umgekehrt, also Weiß auf grünem Grund, wobei die Auswärtstrikots in den letzten Jahren auch variierten.

## Statistik
(Stand: nach Saison 2024/25)
- 26 Saisons in Primera División
- 39 Saisons in Segunda División
- 7 Saisons in Segunda División B
- 19 Saisons in Tercera División
- Beste Platzierung in der Primera División: 5. Platz (1963/64)

## Stadion
Das Estadio Martínez Valero hat ein Fassungsvermögen von 36.686 Plätzen und war während der Fußball-Weltmeisterschaft 1982 der Austragungsort dreier Gruppenspiele.

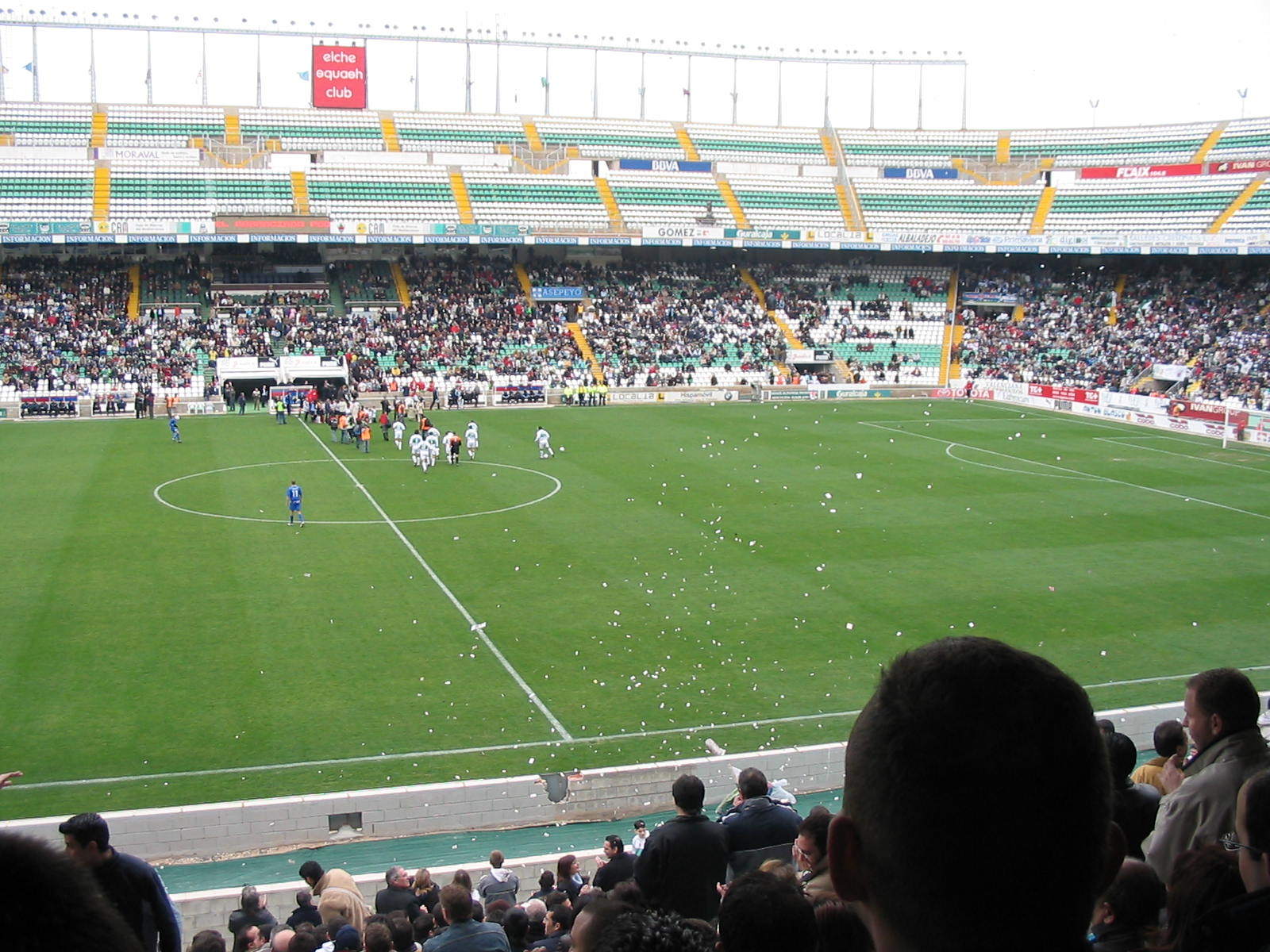
Estadio Martínez Valero

## Aktueller Kader 2024/25
| Nr.                      | Nat.        | Name                     | Geburtsdatum  | im Verein seit | Vertrag bis |
| Torhüter                 | Torhüter    | Torhüter                 | Torhüter      | Torhüter       | Torhüter    |
| ------------------------ | ----------- | ------------------------ | ------------- | -------------- | ----------- |
| 01                       | Spanien     | Miguel San Román         | 14. Juli 1997 | 2023           | 2025        |
| 13                       | Argentinien | Matías Dituro            | 8. Mai 1987   | 2024           | 2025        |
| Abwehrspieler            |             |                          |               |                |             |
| 02                       | Spanien     | Mario Gaspar             | 24. Nov. 1990 | 2023           | 2024        |
| 04                       | Senegal     | Bambo Diaby              | 17. Dez. 1997 |                |             |
| 05                       | Spanien     | John Donald              | 25. Sep. 2000 | 2022           | 2025        |
| 06                       | Spanien     | Pedro Bigas              | 15. Mai 1990  | 2021           | 2025        |
| 12                       | Spanien     | José Salinas             | 30. Sep. 2000 | 2021           | 2025        |
| 15                       | Spanien     | Álvaro Núñez             | 7. Juli 2000  |                |             |
| 16                       | Spanien     | Álex Martín              | 25. Jan. 1998 |                |             |
| 22                       | Osterreich  | David Affengruber        | 19. März 2001 |                |             |
| 23                       | Spanien     | Carlos Clerc             | 21. Feb. 1992 | 2022           | 2024        |
| Mittelfeldspieler        |             |                          |               |                |             |
| 08                       | Spanien     | Raúl Guti                | 30. Dez. 1996 |                |             |
| 10                       | Argentinien | Nicolás Fernández Mercau | 11. Jan. 2000 | 2022           | 2027        |
| 11                       | Kosovo      | Elbasan Rashani          | 11. Jan. 2000 |                |             |
| 14                       | Spanien     | Aleix Febas              | 2. Feb. 1996  | 2023           | 2026        |
| 17                       | Spanien     | José Antonio Ferrández   | 3. Dez. 1989  |                |             |
| 20                       | Spanien     | Cristian Salvador        | 20. Nov. 1994 | 2023           | 2025        |
| 21                       | Argentinien | Nicolás Castro           | 1. Nov. 2000  | 2023           | 2024        |
| 24                       | Spanien     | Yago Santiago            | 15. Apr. 2003 |                |             |
| 30                       | Spanien     | Rodrigo Mendoza          | 15. März 2005 | 2023           | 2025        |
| 31                       | Spanien     | Gerard Hernández         | 31. März 2005 |                |             |
| Stürmer                  |             |                          |               |                |             |
| 07                       | Spanien     | Óscar Plano              | 11. Feb. 1991 | 2023           | 2025        |
| 09                       | Uruguay     | Agustín Álvarez Martínez | 19. Mai 2001  |                |             |
| 18                       | Guinea-a    | Sory Kaba                | 27. Aug. 1995 |                |             |
| 19                       | Marokko     | Mourad El Ghezouani      | 27. Mai 1998  | 2020           | 2025        |
| Stand: 23. Dezember 2024 |             |                          |               |                |             |

## Trainer
- unvollständig
- Heriberto Herrera (1963–1964, 1978–1979)
- Ferdinand Daučík (1967–1968)
- László Kubala (1988–1989)

## Spieler
- Ioan Andone
- Rubén Cano
- Wakaso Mubarak
- Juande Ramos
- César Rodríguez
- Luciano Sánchez
- Mario Saralegui
- Dennis Șerban
- Marcelo Trobbiani